# Pteroxys goniatus
Pteroxys goniatus är en fjärilsart som beskrevs av George Francis Hampson 1892. Pteroxys goniatus ingår i släktet Pteroxys och familjen säckspinnare. Inga underarter finns listade.